# دوغلاس جي. بيرغيرون
دوغلاس جي. بيرغيرون (بالإنجليزية: Douglas G. Bergeron)‏ هو شخصية أعمال أمريكي، ولد في 5 ديسمبر 1960 في وندسور في كندا.